# 러지브 람

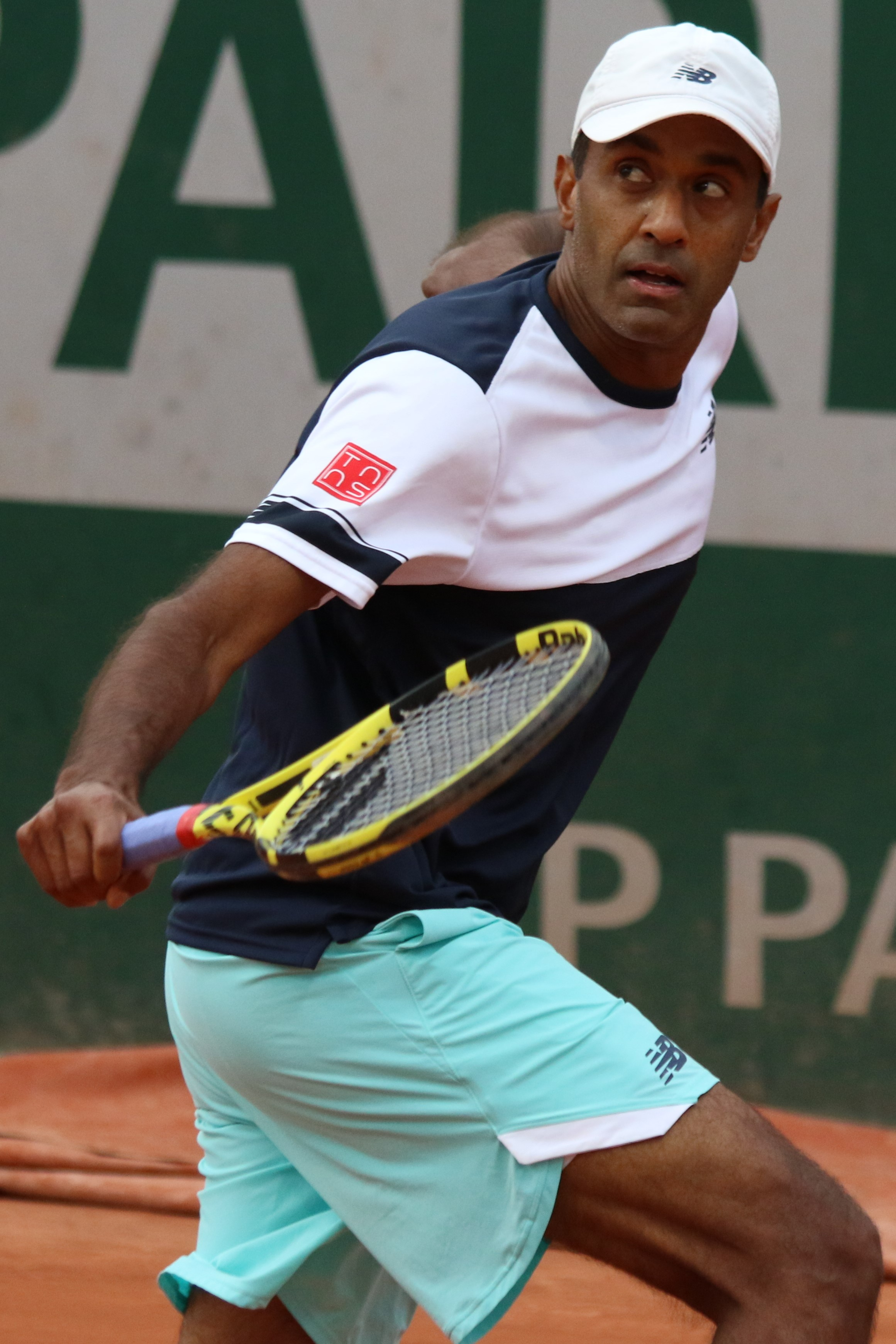

러지브 람(영어: Rajeev Ram, /rəˈʒiːv ˈrɑːm/ rə-ZHEEV RAHM, 1984년 3월 18일 ~ )은 미국의 프로 테니스 선수이다. 복식 부문에서 세계 1위이다. 람은 조 솔즈베리와 함께 2020년 호주 오픈, 2021년 US 오픈, 2022년 US 오픈, 2023년 US 오픈 남자 복식에서 우승했을 뿐만 아니라 바르보라 크레이치코바와 함께 2019년 및 2021년 호주 오픈 혼합 복식 타이틀을 획득하는 등 6차례 그랜드 슬람 챔피언이다. 람은 또한 2016년 올림픽 혼합복식에서 비너스 윌리엄스와 함께, 2024년 올림픽에서는 오스틴 크라이첵과 복식에서 은메달 2개를 획득했다.
또한 2021년 호주 오픈 남자 복식, 2016년 US 오픈 혼합 복식에서도 준우승을 차지했다. 그는 2022년 10월 처음으로 세계 1위가 되었고, 마스터스 1000 레벨에서 5번, 단식에서 2번을 포함하여 ATP 투어에서 31번의 복식 타이틀을 획득했다. 람은 6차례에 걸쳐 ATP 파이널에 진출하여 2022년과 2023년에 우승을 차지했고, 2016년과 2021년에는 준우승을 차지했다.
2017년 싱글에서 은퇴하기 전, 람은 2016년 4월 세계 56위라는 통산 최고 순위에 올랐고, 2009년과 2015년 명예의 전당 테니스 챔피언십에서 ATP YEAT 싱글 타이틀을 두 번 획득했다. 2021년 미국 컵 데뷔전을 치렀고, 2016년, 2021년, 2024년 올림픽에 출전했다.